# Tenika Davis
Pour les articles homonymes, voir Davis.
Tenika Davis, née le 16 juillet 1985 à Toronto en Ontario, est une actrice canadienne.

## Biographie
En 2006, Tenika Davis a été candidate à Canada's Next Top Model (en) lors de la 1ère saison (en).

## Filmographie
- 2006 : Canada's Next Top Model (en) (reality show) : elle-même
- 2007 : 'Da Kink in My Hair (série télévisée) : la petite amie sexy
- 2009 : Degrassi Goes Hollywood (téléfilm) : Yvette
- 2009 : Saw VI
- 2011 : Skins (série télévisée) : Jamazia
- 2011 : Jumping the Broom : Lauren
- 2011 : Lost Girl (série télévisée) : Selma
- 2011 : Détour mortel 4 (Wrong Turn 4: Bloody Beginnings) : Sara
- 2012 : Space Janitors (série télévisée) : Fano Dasha
- 2014 : Murdoch Mysteries (série télévisée) : Hattie Carter
- 2014 : Beauty and the Beast (série télévisée) : Margaret Sutter
- 2009-2014 : The Listener (série télévisée) : Wendy Rivers (2 épisodes)
- 2014 : Debug : la prisonnière
- 2015 : The Book of Negroes (mini-série) : la fille de Sanu
- 2015 : 19-2 (série télévisée) : Gloria Linarose (3 épisodes)
- 2016 : Adorn (court métrage) : Akua
- 2017 : Incorporated (série télévisée) : Mira (2 épisodes)
- 2018 : Big Top Academy (série télévisée) : Luzy Zolta
- 2018 : Private Eyes (série télévisée) : Cynthia 'Cyn' Flores
- 2018 : Half UnTold (série télévisée) : Zuri
- 2019 : Perpetual Motion : Furia